# Такаґі Хікарі
Такаґі Хікарі (яп. 高木 ひかり; нар. 21 травня 1993) — японська футболістка. Вона грала за збірну Японії.

## Клубна кар'єра
У 2016 році дебютувала в «Нодзіма Стелла Канаґава Саґаміхара».

## Кар'єра в збірній
Дебютувала у збірній Японії 5 червня 2016 року в поєдинку проти США. З 2016 по 2018 рік зіграла 19 матчів та відзначилася 1-а голами в національній збірній.

## Статистика виступів
| Збірна Японії | Збірна Японії | Збірна Японії |
| Рік           | Матчі         | Голи          |
| ------------- | ------------- | ------------- |
| 2016          | 1             | 0             |
| 2017          | 12            | 0             |
| 2018          | 6             | 1             |
| Загалом       | 19            | 1             |